# 환경 디자인
환경 디자인(環境 - , 영어: environmental design) 또는 환경설계(環境設計)란 계획, 프로그램, 정책, 건물, 제품을 고안할 때 환경적 변수를 해결해나가는 과정이다. 건축디자인 도시계획, 지역계획 등 우리들의 생활환경을 형성하는 데 직접 관계를 가지고 있는 디자인을 의미한다. 고전적인 신중한 설계는 늘 환경 요인으로 간주되지만, 1940년대부터 시작된 환경 운동은 이 개념을 더 명료하게 만들었다. 개개의 건축을 인간행동의 구조에 대응하는 것으로 파악함과 동시에, 실현되는 건축군 및 그것들을 연결하는 교통로 등을 어떻게 조직시킬 것인가 하는 문제의식에서 생겨났다.
그러한 의미에서는 건축을 중심으로 하는 환경디자인이라는 포착방식은 근대건축의 발전과정 속에 이미 준비되어 있었던 것으로서 그 필연적인 결과로서 오늘날 특히 중시되고 있다고 말해도 무방하겠다. 그러나 다른 각도에서 보면 환경디자인이라는 파악방식은 한편으로는 예술에 있어서 오늘날 여러 동향, 특히 환경예술이라 불리는 것의 출현, 다른 한쪽에서는 공공(公共)디자인의 의식고조라는 미술과 디자인의 두 가지 면에서 주목받고 있다.
20세기 초 이래의 근대예술의 흐름 속에 보이는 몇 가지 특징 속에서도 유별나게 미술작품의 존재방식에 관한 면에서의 변혁이란 것이 주목될 것이다. 즉 거기서는 회화나 조각이 그 자체로서 2차원적인 내지는 3차원적인 예술공간의 자율성을 주장하는 것은 아니며 오히려 작품이 만들어내는 예술공간과 그것을 보는 사람이 놓여 있는 현실공간이 일체가 되는 것이다.
올림픽이나 만국박람회라는 국제적인 교류의 기회를 계기로 하여 각종 심벌이나 마크가 국제적인 교류의 기회를 계기로 하여 각종 심벌이나 마크가 국제적인 그림언어로서 중요시되면서 환경과 공공디자인의 결합은 더욱 중요해졌다. 상업적인 옥외광고 같은 것도 도시공간이나 자연의 경관 속에서 디자인으로서 적극적으로 환경과의 관계를 중시하는 쪽으로 발전하고 있다.
환경계획은 우주적 스타일에서 인류사회를 둘러싼 환경문제를 계획하는데, 동시에 환경은 인간 한 사람 혹은 특정한 몇 사람의 인간을 상대로 하며 여기에 기능성 외에 심리적인 영향이나 기쁨·감동 등의 정감을 준다. 이와 같은 복잡한 평가를 행하며 소망을 갖는 개체로서의 인간에 밀착하는 바람직한 환경을 만들기 위하여 환경을 형체화·구상화하는 설계가 필요하게 된다.

## 디자인과 환경
일찍이 상업미술이나 공업미술이란 말이 사용되고 또한 그것들을 총칭한 말로서 응용미술이라는 말이 사용되고 있던 시기와는 달리 오늘날의 디자인은 기술·문명·사회화의 밀접한 관련에서 취급되고 있다. 즉 디자인을 단순한 부가적이고 장식적인 조작으로 생각하는 것이 아니라 변전하는 사회나 발전하는 기술상황에 대응하면서 미를 그러한 상황 속에서의 미로서 실현하려고 하는 것이다. 그렇기 때문에 디자인을 하나의 의미의 담당자로서 파악하고 그러한 입장에서 미의 문제로 들어가는 것이 오늘날 반드시 필요한 일이다. 그러한 시각에서 스웨덴의 미학자 파울슨의 <상징환경론(象徵環境論)>이 주목 받았다. 그는 예술의 사회적인 차원을 강조하고 있는데 당연히 건축이나 공예 등 즉 디자인에 대해서도 그 사회적인 기능을 중시한다. 즉 만들어진 것의 기능은 두 개의 대극으로서 생각되는 것이므로 "한쪽 극에서는 형태가 주로 기술적으로 결정되고 그 자체의 실용적인 기능을 남김없이 표현하는 데 대하여 다른 쪽 극에서는 형태가 사회적인 가치의 담당자이고 그 자신 또는 그것을 가지고 있는 당사자가 일정집단 속에서 수행하고 있는 역할을 표현하게 된다"라고 하였다. 그리고 생산품에 대하여 그것을 단순히 기술적인 차원만으로 취급하는 것이 아니라 사회적인 차원에서 파악할 때 그것은 '단순한 기물(器物)'의 단계를 벗어나서 새로운 의미의 담당자가 되기에 이른다.

## 공공 시설물의 디자인
사회가 발달함에 따라 사람들이 필요로 하는 공공 시설물들이 많아지고 있다. 전화 박스·가로등·버스 정류장·분수대, 놀이터의 시설물 등이 사용하는 목적과 기능에 알맞게 계획되고 보기 좋게 설치되었을 때, 이를 이용하는 사람들은 즐거움과 편리함을 느낄 것이다. 공공 시설물은 여러 사람이 자주 사용하므로 이용하기에 편리하고 튼튼한 구조로 디자인되어야 한다. 또한 자체로도 아름다워야 하고 주변 경관과도 잘 어울릴 수 있어야 하기에 환경 디자인의 요소를 갖고 있다.

### 상징탑·안내 표시 등의 디자인
상징탑과 안내 표지 등의 디자인은 시각 전달디자인의 영역과 환경 디자인의 중간적 성격을 지닌 것으로서, 실외에 설치되어 우리의 생활을 편리하게 해 주며 주변 공간에 활력소가 되기도 한다. 디자인 할 때 여러 사람이 쉽게 알아보고 공감할 수 있는 아름다움이 있도록 해야 하며, 눈에 잘 띄는 곳에 설치하여 둔다. 설치시에는 자연 경관과 주변의 인공 구조물에 방해가 되지 않도록 각별한 신경을 써야 한다.

## 옥외광고
(en:Out-of-home advertising)
옥외에서 일반대중에게 호소하기 위하여 설치되는 광고류를 총칭하여 옥외광고로 부르고 있다. 그러므로 포스터, 간판, 야외간판, 광고탑 등 그 형태는 다양하다.
취리히에서 열린 캠페인에서 볼 수 있듯이 포스터를 통해서 '가두의 갤러리'를 실현코자 하는 시도도 단순히 장밋빛 꿈과 같은 것이라고 볼 수는 없다. 옥외광고 중 네온탑(塔)의 디자인은 도시의 밤하늘을 장식하는 빛(光)의 조형으로서 주목된다. 대부분의 경우 그 기술상의 계약 때문에 규칙성을 골자로 하면서 시간 속에서의 변화를 제시함을 특징으로 하고 있다. 따라서 조형이라 하더라도 그것은 손재주에 의한 조형과는 다른 기계에 의한 조형이다.
거기에서는 당연히 광고탑으로서 기업체의 이미지를 어떻게 표현하느냐 하는 문제가 제기됨과 동시에, 또한 조형적인 것으로서 야공에 그려지는 패턴 속에 어떠한 질서가 숨겨져 있는지 그리하여 일정한 시간적인 경과 속에서 어떠한 독창성을 제시하고 있는지의 문제가 제기된다. 종전의 구성주의 작가 모홀리 나기(Moholy Nagy)가 주장한 라이트 디스플레이고 동적인 특성을 살린 조형이며 기계를 적극적으로 사용해나가는 것이므로 미리 계산에 의하여 계획된 조형이다.
옥외광고에서의 빛(光)의 역할이 오늘날에는 지극히 크다고 말해도 과언이 아니다. 옥외광고 디자인은 구상적인 표현에 의존하는 것에서 추상적으로 기호화된 것에 이르기까지 여러 가지인데 자주 도시미와 옥외광고라는 형식으로 문제가 제기되어온 것처럼 그와 같은 디자인은 그것이 놓이는 장소나 환경에 대한 배려 밑에서 실현되는 것이 바람직하다고 할 수 있다. 무질서하게 팽창하고 있는 오늘날의 도시 속에서 하나의 질서를 가져오기 위해서는 특별히 옥외광고의 존재방식에 대한 재검토가 필요하다.

## 전시 디자인
전시, 즉 디스플레이(display)는 두 개 이상의 상품이나 예술 작품 등을 어떤 일정한 목적이나 주제에 맞게 진열하여 보여주는 것을 말하며, 전시 디자인은 이러한 일련의 전시 과정 및 결과물을 일컫는 표현이다.
전시 디자인에는 단순히 상품을 진열하는 것에서부터 시작하여 진열창 전시·견본 전시 등과 같이 판매를 목적으로 하는 상업적인 전시가 있고, 박람회·전람회·기념관, 각종 대회 등의 선전 또는 P.R.을 위한 공공전시가 있다. 이러한 전시 디자인은 산업의 발달과 함께 우리 사회에 급속히 퍼져 나가고 있으며, 전시 방법도 예전의 정적인 전시에 그치지 않고, 움직임이나 소리·빛 등을 이용한 동적인 전시로 발전해 가고 있다. 먼저 전시 공간의 짜임새 있는 구성이 필요하다. 특히 공공 전시회장에서의 전시는 관람객들의 동선이나 시선의 이동을 잘 고려하여 배치하여야 한다. 또한 각각의 전시품들의 선택은 서로 조화있고 계절 감각에 맞는 것으로 하며, 이들의 배치는 전시품이 갖는 특성에 따라 딱딱한 분위기나 부드러운 분위기, 현대적인 분위기나 고전적인 분위기 등으로 잘 정리하여 나타낸다.

### 디스플레이 디자인
일반적으로는 일정한 테마 아래서 상품을 진열하여 보이는 것을 말한다. 따라서 비주얼 디자인의 일종이라고도 할 수 있는데 실제로는 공간적인 처리가 요구되는 것이므로 독자적인 분야로 볼 수 있는 경우가 많다. 오늘날 디스플레이라는 말은 비교적 넓은 범위에 걸친 내용을 함유하고 있는 것으로 사용되고 있으나, 본디 라틴어(語)의 displia re(펼치다, 열다)에서 나온 말로서 거기에서 '표시하다' '설명하다'라는 의미의 말로서 사용되게 되었다. 그러므로 한국어의 경우는 '늘어놓는다'는 의미가 강한 진열보다는 '드러낸다'는 의미가 강한 전시쪽이 적절하다.
쇼윈도의 디스플레이나 견본시장의 디스플레이는 상품의 선전·판매를 위한 디자인이므로 당연히 기업이나 상품의 이미지를 강하게 호소하고 있는 것에 주안점이 놓인다. 공간적임과 동시에 시간적인 체험을 예상하는 것이고 거기에는 하나의 드라마로서의 줄거리가 요구되는 것이라고 해도 되겠다. 근대 디스플레이의 의의를 높이는 계기가 된 것은 박람회이다. 본디 박람회에는 '보인다'는 쇼적인 성격이 있었다. 더욱이 박람회는 19세기 산업시대의 산물인 이상, 거기에는 센세이셔널한 것을 찾는다는 정신이 숨겨져 있다. 쇼로서의 박람회를 하나의 테마 밑에서 통일하려고 한 최초의 것은 1933년의 시카고 박람회(테마는 '진보의 1세기'였다. 그 후 오늘에 이르기까지 박람회에서 테마를 구체화해 감으로써 디스플레이가 매우 중요하게 여겨져 왔다는 것은 널리 알려진 바와 같다.
또한 다른 면에서 보면 디스플레이 디자인이란 그것이 어떠한 종류의 것이건 일정기간 '상연(上演)'된 뒤 소멸되어 버리는 디자인이다. 거기서는 특별정보를 전달하기 위하여 어떻게 포인트를 선정하느냐 그리고 선정된 요소를 어떻게 구성하느냐가 자연스레 상연의 효과를 좌우하는 결정 근거가 된다.

## 인테리어 디자인
개인의 주택이건 상업적인 건축이건 또는 공공적인 건축이건 건축 종류의 여하를 막론하고 그 실내공간을 벽면이나 천장면이나 그 안에 놓이는 가구 따위를 실마리로 하여 기능적이고 조형적으로 정리하는 것을 말한다.
인테리어 데커레이션(실내장치)이라는 말은 건축적으로 결정된 공간을 벽면이나 천장면의 장식 또는 가구에 의하여 호화롭게 장식한다는 장식적인 수법을 중시한 말이다. 폼페이의 주택 벽화에서 근세의 궁전이나 저택 실내에서 볼 수 있는 벽화나 천장화 또는 조각적인 수법에 이르기까지 대부분의 건축의 인테리어는 인테리어 데커레이션으로서 취급되는 것이 적합하다. 쓸데없는 장식을 배제한다는 근대건축의 공간구성의 전개와 함께 실내를 설계한다는 의미로 인테리어 디자인이라는 말이 상용되기에 이르렀다고 말해도 된다.
현재 미국에는 인테리어 디자이너와는 다른 인테리어 데커레이터라는 전문 직업이 있다. 이들은 시장에 있는 가구·조명기구·카펫·벽지·커튼·기타 실내 장식품을 선정하여 수집, 고객의 주문에 따라 실내의 장식을 하는 실내 장식가이다.

## 같이 보기
- 범죄예방 환경설계
- 환경공학